# Czuprene (gmina)
Czuprene (bułg. Община Чупрене)  − gmina w północno-zachodniej Bułgarii, w obwodzie Widyń.

## Miejscowości
Miejscowości wchodzące w skład gminy Czuprene:
- Bostanite (bułg.: Бостаните),
- Czuprene (bułg.: Чупрене) – siedziba gminy,
- Dołni Łom (bułg.: Долни Лом),
- Gorni Łom (bułg.: Горни Лом),
- Protopopinci (bułg.: Протопопинци),
- Replana (bułg.: Репляна),
- Sredogriw (bułg.: Средогрив),
- Tyrgowiszte (bułg.: Търговище),
- Wyrbowo (bułg.: Върбово).